# Prodasineura croconota
Prodasineura croconota – gatunek ważki z rodziny pióronogowatych (Platycnemididae). Występuje we wschodniej Azji – stwierdzony w południowych Chinach, na Tajwanie oraz w środkowym Wietnamie; możliwe, że występuje także w Laosie, choć na razie brak stwierdzeń.